# Échopraxie (roman)
Échopraxie (titre original : Echopraxia) est un roman de hard science-fiction de l'écrivain canadien Peter Watts, une « suite » de son roman Vision aveugle paru en 2006, les deux romans forment la série Firefall.
Échopraxie évoque un biologiste qui se retrouve pris dans un voyage au cœur du système solaire parmi les membres d'un ordre monastique transcendantaliste et ses alliés (dont une vampire échappée d'un centre de recherche et son cadre de soldats zombifiés) pour enquêter sur un mystérieux signal semblant provenir de la mission envoyée pour initier le premier contact dans le précédent roman de Watts.
Le titre fait référence à un état psychologique dans lequel une personne imite involontairement les actions qu'elle observe.

## Résumé
L'histoire, qui se déroule à la veille du vingt-deuxième siècle, suit un parasitologue nommé Daniel Brücks, qui se retrouve accidentellement pris au piège d'un conflit impliquant plusieurs groupes trans-humains. Contraint de s'échapper dans l'espace, il embarque à bord du vaisseau Crown Of Thorns, en compagnie d'un équipage varié comprenant Valérie, une vampire, Lianna Lutterodt, une apprentie monastique, Jim Moore, un soldat, Rakshi Sengupta, le pilote, et les Bicamerals, un groupe de trans-humains capables de partager leurs pensées et leurs facultés cérébrales sans avoir besoin de communiquer verbalement. Ils se dirigent ensemble vers la station Icarus, qui capte l'énergie du soleil et l'utilise pour alimenter la Terre et le vaisseau Theseus, actuellement en mission pour contacter une entité extraterrestre. Les choses changent brusquement lorsqu'ils découvrent dans la station des signes d'une intelligence extraterrestre que l'équipage nomme Portia, en référence à l'intelligence extraordinaire dont fait preuve l'araignée du même nom, malgré son petit cerveau.
Au cours du voyage, plusieurs points secondaires de l'intrigue sont explorés : la relation entre Daniel Brücks et son ex-femme, Rho, qui a décidé de monter au "Paradis", un monde de réalité virtuelle personnalisé pour les personnes qui ne veulent pas poursuivre leur vie ordinaire ; la relation entre Jim Moore et son fils, Siri Keeton, qui a voyagé sur le Theseus il y a plusieurs années ; la recherche par Sengupta de l'homme qui a causé la mort de sa femme ; et l'évasion de Valerie des chaînes neurologiques que ses créateurs humains lui ont imposées.
Le livre explore des sujets tels que la nature de la conscience et son besoin réel (ou son absence) chez les créatures évoluées, l'utilisation de la religion pour faire progresser les connaissances au-delà de la science, l'existence de Dieu en tant que virus qui modifie les lois de la physique, et le rôle que les humains de base (non modifiés) peuvent avoir dans une société où tous les autres sont "augmentés" d'une manière ou d'une autre.